# Brown Babies
Als Brown Babies (englisch „braune Babys“, dänisch: brune børn, deutsch auch Mischlingskinder) werden nach dem Ende des Zweiten Weltkriegs die von deutschen Müttern geborenen Besatzungskinder mit afroamerikanischen Vätern bezeichnet.

## Geschichte
Ab Kriegsende galt zunächst das sogenannte Fraternisierungsverbot, das sexuelle Beziehungen zwischen Soldaten der US-Armee und deutschen Frauen sanktionierte; dieses wurde aber im Oktober 1945 aufgehoben. 1948 wurde auch die Rassentrennung in der US-Armee aufgehoben, die zuvor ebenfalls einer afroamerikanisch-deutschen Verbindung entgegengestanden hätte:

„… die Heirat zwischen einem Neger und einer weißen Person wird als dem Dienstinteresse entgegengesetzt betrachtet, da diese bei der Rückkehr in die Vereinigten Staaten ein soziales Problem verursachen würde.“

Die aus den afroamerikanisch-deutschen Beziehungen entstandenen etwa 4800 afrodeutschen Kinder waren in den Besatzungszonen und später in der jungen Bundesrepublik versteckten und offenen Diskriminierungen ausgesetzt – wie auch ihre  Mütter, die häufig als „Neger-Hure“, „Ami-Flittchen“ oder gefallenes Mädchen beschimpft wurden.
Sowohl bundesdeutsche als auch US-amerikanische Institutionen wirkten darauf hin, die als skandalös empfundenen Beziehungen aufzulösen. Nicht allein erziehungsberechtigte Mütter wurden von den Jugendämtern, die dann die gesetzlichen Vormünder der offiziell vaterlosen Kinder waren, oft gedrängt, ihre Kinder in spezielle Heime für Mischlingskinder zu geben oder zur Adoption freizugeben.
Eine Einforderung von Unterhaltszahlungen für Besatzungskinder war bis 1950  juristisch nicht möglich.
Als 1952 die ersten Kinder in das Alter der Einschulung kamen, wurde das „Problem der Negerkinder“ verstärkt in der Öffentlichkeit wahrgenommen.
Im Bundestag wurde 1952 diskutiert:

„Eine besondere Gruppe unter den Besatzungskindern bilden die 3093 Negermischlinge, die ein menschliches und rassisches Problem besonderer Art darstellen. … Die verantwortlichen Stellen der freien und behördlichen Jugendpflege haben sich schon seit Jahren Gedanken über das Schicksal dieser Mischlingskinder gemacht, denen schon allein die klimatischen Bedingungen in unserem Land nicht gemäß sind. Man hat erwogen, ob es nicht besser für sie sei, wenn man sie in das Heimatland ihrer Väter verbrächte. … Diese Mischlingsfrage wird also ein innerdeutsches Problem bleiben, das nicht einfach zu lösen sein wird. … Bei ihrer Einschulung beginnt für die Mischlingskinder nicht nur ein neuer Lebensabschnitt, sondern sie treten auch in einen neuen Lebensraum ein aus ihrer bisherigen Abgeschlossenheit. Sie fallen auf durch ihre Farbigkeit … Bemühen wir uns daher, in Deutschland den Mischlingen nicht nur die gesetzliche, sondern auch die menschliche Gleichberechtigung zu gewähren! … Ich meine, wir hätten hier die Gelegenheit, einen Teil der Schuld abzutragen, die der Nationalsozialismus durch seinen Rassendünkel auf das deutsche Volk geladen hat.“

Tatsächlich wurden Kinder, statt Bemühungen um Integration, in einem besonderen „Heim für Mischlingskinder“ untergebracht – oder sie wurden zur Adoption freigegeben. Der Großteil der Kinder wurde in die USA, nach Dänemark und in andere europäische Länder, wie z. B. Schweden und Holland adoptiert.
Sobald die Mutter eine Einwilligungserklärung zur anonymen Adoption unterschrieb, hatte sie keinerlei Rechte in Bezug auf ihr Kind mehr und es war ihr verwehrt, jemals nach dem Verbleib ihres Kindes zu forschen oder Kontakt mit ihm aufzunehmen.
Hunderte der „Brown Babies“ wurden so von afroamerikanischen Adoptiveltern in den USA aufgenommen. Teil derartiger Bemühungen, die Kinder in eine vermeintlich „angemessenere“ Umgebung zu verbringen, war der sogenannte „Brown Baby Plan“, der von der afroamerikanischen Journalistin Mabel A. Grammer initiiert wurde. Durch diesen Plan wurden mehr als 500 Kinder von US-afroamerikanischen Familien adoptiert.
Nach Dänemark wurden über 2000 afrodeutsche Kinder illegal zur Adoption vermittelt. Tytte Botfeldt in Kooperation mit Anna Lorenzen (Hamburg), Lise Nissen, Frøken N. und der schleswigsche Frauendienst vermittelten von 1956 bis 1965, ab 1964 gegen bestehendes dänisches Recht, diese deutschen Kinder an dänische Ehepaare. Die Adoptiveltern wurden nicht auf Eignung überprüft. Tytte Botfeldt war bis zu ihrem Tod der Ansicht, dass es jedem Kind in Dänemark besser gehen würde, egal wohin es käme. In der in Dänemark berühmt gewordenen Familie Brems wurden innerhalb von zwei Jahren drei der neun adoptierten Kinder zu Tode gequält.

## Dokumentationen
- Brown Babies: The Mischlingskinder Story (Dokumentarfilm, 102 min, USA 2010, Regie: Regina Griffin)[12]
- Brown Babies – Deutschlands verlorene Kinder (Dokumentation, 45/52/60 min, Deutschland 2010, Regie: Michaela Kirst, Erstausstrahlung: 14. September 2011)[13]

## Kunst
- Der deutsche Film Toxi (1952) thematisierte erstmals die Situation von „Brown Babies“ in melodramatischer Form.
- Larissa Boehnings Romandebüt Lichte Stoffe über eine Protagonistin, die in Amerika nach dem Mann sucht, der in Berlin 1946 ihre Großmutter schwängerte und dann für immer verschwand.[14]
- Susanne Abels Roman Stay away from Gretchen – Eine unmögliche Liebe über eine Liebe zwischen einem amerikanischen Soldaten und einer deutschen Frau, aus der ein „Brown Baby“ hervorgeht.[15]